# 第6號鋼琴奏鳴曲 (貝多芬)
F大調第六號鋼琴奏鳴曲，作品10/2，是路德維希‧范‧貝多芬於1796至1798年創作的鋼琴奏鳴曲，獻給安‧瑪嘉烈‧馮‧布朗伯爵夫人。 
全曲演奏时间約为13分鐘。 

## 結構
奏鳴曲分為三個樂章 ： 
1. 快板，F大調（Allegro in F major）
2. 小快板，小步舞曲，F小調（Menuetto. Allegretto in F minor）
3. 急板，F大調（Presto in F major）

### 第一樂章
第一樂章是奏鳴曲式。發展部是根據呈現部結尾的C-G-C元素寫成的，除此之外，並沒有明顯地採用任何呈現部的元素。然而，它創造了許多美妙的旋律，其中一些於演奏時可能有中等難度。再現部與別不同，因為第一主題以D大調回歸，然後轉調回主音至第二主題。 

### 第二樂章
第二樂章是F小調的小步舞曲，配有三重奏，小步舞曲重覆時出現大量修飾。比起貝多芬大部份的小步舞曲，這更像一首小品。在D ♭大調的三重奏中，出現有如第一號交響曲的第三樂章的先現音。 

### 第三樂章
第三樂章是奏鳴曲式，發展部採用了賦格式。呈示部的第一主題是F大調，並C以大調作結。  再現部與別不同，因為第一主題是一個賦格式變奏，而不是依樣畫葫蘆地重覆。本樂章的尾聲是依照主題的結束部而作的。 

## 外部連結
- 波恩貝多芬之家有關《第5號》、《第6號》及《第7號鋼琴奏鳴曲》資料（德文）
- 貝多芬《第6號鋼琴奏鳴曲》：国际乐谱典藏计划上的乐谱
- 希夫·安德拉斯有關《貝多芬第6号钢琴奏鸣曲》的講座 （页面存档备份，存于）
- 贝多芬《第6号钢琴奏鸣曲》创作历程的介绍及对音乐内容的评论（英文）
- 这首奏鸣曲在Musopen的公有領域曲谱及錄音 （页面存档备份，存于）